# Andrei Wassiljewitsch Chruljow

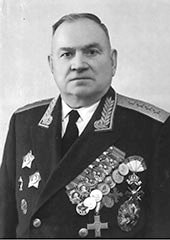
Andrei Wassiljewitsch Chruljow

Andrei Wassiljewitsch Chruljow (russisch Андрей Васильевич Хрулёв; * 18. Septemberjul. / 30. September 1892greg. in Bolschaja Alexandrowka, im heutigen Rajon Kingissepp, Oblast Leningrad; † 9. Juni 1962 in Moskau) war ein sowjetischer General und Politiker. 1942/43 war er als Volkskommissar für das Eisenbahnwesen Minister der UdSSR.

## Leben
Seit 1918 gehörte er zur Roten Armee und wurde während des Bürgerkriegs politischer Offizier in der 1. Kavallerie-Armee der Roten Armee. Nach dem Krieg blieb er im Militärdienst, in den 1930er Jahren in den Logistikstäben des Verteidigungskommissariats. Nach seinen Stabsstellen während der Überfälle auf Polen, die baltischen Staaten und Finnland in der Logistik wurde er als Generalleutnant im August 1941 zum Leiter der Rückwärtigen Dienste der Roten Armee ernannt.
Chruljows Umstrukturierung umfasste die Einführung von Logistikstäben für jede einzelne Front, sowie die Verringerung der Depots und Logistikeinheiten innerhalb der Einheiten ab der Divisionsebene abwärts, sowie den Versuch, wo immer möglich, im Logistikbereich Frauen einzusetzen und die dadurch freiwerdenden Männer in die Kampfeinheiten zu versetzen. Wegen seines Organisationstalents wurde er 1942 zum Volkskommissar für das Eisenbahnwesen befördert; er konnte auch die Leistung der sowjetischen Eisenbahn steigern und durch Priorisierung der Noteisenbahnen die Treibstoffversorgung verbessern. Durch den deutschen Vormarsch im Sommer 1942 brach das Transportsystem erneut fast zusammen, so dass Chruljow durch seinen Vorgänger Kaganowitsch ersetzt wurde und sein Amt als Chef des Rückwärtigen Dienstes wieder antrat.
1942/43 war er zudem als Volkskommissar für das Eisenbahnwesen Minister der UdSSR.
Er schied 1951 als Armeegeneral aus dem Militärdienst aus und war in der Folge nacheinander stellvertretender Minister der UdSSR für Baustoffe, Straßenbau, sowie das Bauwesen.
Er wurde auf Druck der sowjetischen Generalstabs gegen den ursprünglichen Widerstand Chruschtschows in einer Urne in der Kremlmauer bestattet.
Nach ihm sind die Sankt-Petersburger Militärakademie für rückwärtige Dienste und Transportwesen „A.W.Chruljow“, sowie der 2004 gestiftete Orden „General armii Chruljow“ für verdiente Logistiker der russischen Streitkräfte benannt.